# U6 (Berlijn)
De U6 is een lijn van de metro van Berlijn. De metrolijn volgt een belangrijke noord-zuidas en verbindt het noordelijke stadsdeel Tegel via Wedding, station Friedrichstraße, het historische centrum en Tempelhof met het in het zuiden van Berlijn gelegen Mariendorf. De U6 telt 29 stations en heeft een lengte van 19,9 km; de reistijd over de gehele lijn bedraagt 37 minuten. Op kaarten wordt de lijn aangeduid met de kleur paars.
De U6 werd geopend in 1923 als Nord-Süd-Bahn. Het was de eerste grootprofiellijn van Berlijn en de eerste lijn die door de gemeente werd gebouwd. Tijdens de deling van de stad lag de lijn grotendeels in West-Berlijn, maar doorkruiste hij in het centrum Oost-Berlijns grondgebied. Vanaf 1961 passeerden de treinen op de U6 de stations in het oosten (behalve Friedrichstraße) zonder te stoppen, waardoor spookstations ontstonden.
|  |  |

## Geschiedenis

### De eerste plannen
Al aan het einde van de 19e eeuw stelde Werner von Siemens voor een luchtspoorweg (Hochbahn) over de statige Friedrichstraße te bouwen. Het stadsbestuur zag op dat moment echter nog niets in metrolijnen en schoof het plan terzijde. Von Siemens kreeg uiteindelijk toestemming om aan de rand van de stad een viaductlijn te bouwen, die in 1902 in gebruik kwam. Deze lijn werd gebouwd en geëxploiteerd door een private firma, de Hochbahngesellschaft. De stad Berlijn had ondertussen ook eigen metroplannen ontwikkeld en wilde, net als Von Siemens eerder had voorgesteld, een noord-zuidlijn via de Friedrichstraße bouwen. De stad besloot de lijn echter niet als luchtspoorweg uit te voeren, maar ondergronds aan te leggen.
Het Berlijnse stadsbestuur plande de Nord-Süd-Bahn volledig onafhankelijk van het reeds bestaande net van de Hochbahngesellschaft. De gemeentelijke metrolijn moest zich ook technisch onderscheiden van de private Hoch- und Untergrundbahn. Er werd gekozen voor een groter omgrenzingsprofiel, dat de inzet van 2,65 meter breed materieel mogelijk zou maken. Op de krapper aangelegde lijnen van de Hochbahngesellschaft reden treinen met een breedte van 2,3 meter.
Als noordelijk eindpunt van de Nord-Süd-Bahn werd de kruising van de Müllerstraße en de Seestraße in Wedding gekozen. Vandaar zou de lijn in een min of meer rechte lijn via de Chausseestraße en de Friedrichstraße naar de Hallesches Tor in Kreuzberg leiden. Verder naar het zuiden waren twee takken voorzien, die zich zouden splitsen bij de Belle-Alliance-Straße. Toen men in 1910 overeenstemming bereikte met de stad Rixdorf (het huidige Neukölln) over de bouw van de oostelijke tak werden de plannen concreet. Over het verloop van de westtak bleef echter nog onduidelijkheid bestaan. Het Berlijnse stadsbestuur had interesse in een verbinding met het Tempelhofer Feld, een voormalig exercitieterrein, maar wilde dit gebied dan ook annexeren. De gemeente Tempelhof aasde echter ook op het terrein en kreeg het uiteindelijk toegewezen. Berlijn besloot daarop de lijn naar Tempelhof niet aan te leggen. Ook een alternatieve route naar Schöneberg en Wilmersdorf sneuvelde, omdat de genoemde steden hun eigen metroplannen hadden.

### Bouw en opening
Op 2 december 1912 ging in de Friedrichstraße de eerste spade in de grond. Aanvankelijk vorderde de bouw zo snel dat het stadsbestuur er rekening mee hield de volledige lijn in 1917 of 1918 in gebruik te kunnen nemen. Het uitbreken van de Eerste Wereldoorlog in 1914 gooide echter roet in het eten. Het groeiende gebrek aan arbeidskrachten en bouwmaterialen vertraagde de werkzaamheden ernstig, totdat de bouw in 1917 stil werd gelegd. Van de zeven secties waarin de lijn was verdeeld waren er op dat moment vijf in aanleg, één was in ruwbouw gereed en aan één was men nog niet begonnen.

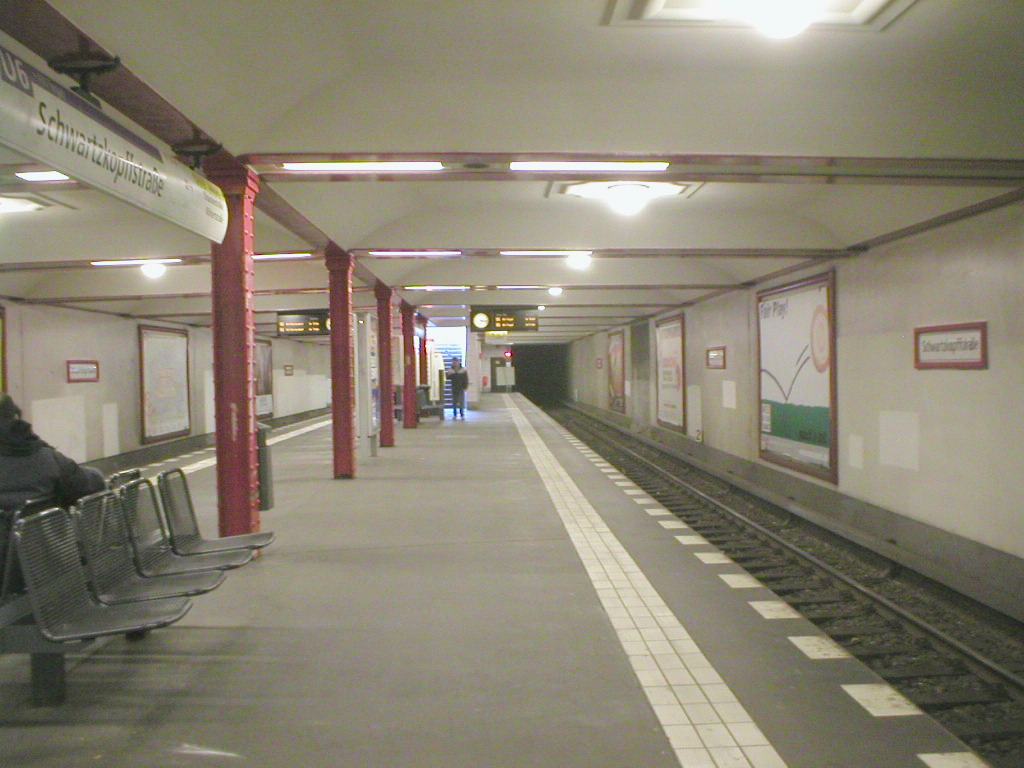
Station Schwarzkopffstraße, met de voor de Nord-Süd-Bahn kenmerkende gepleisterde muren

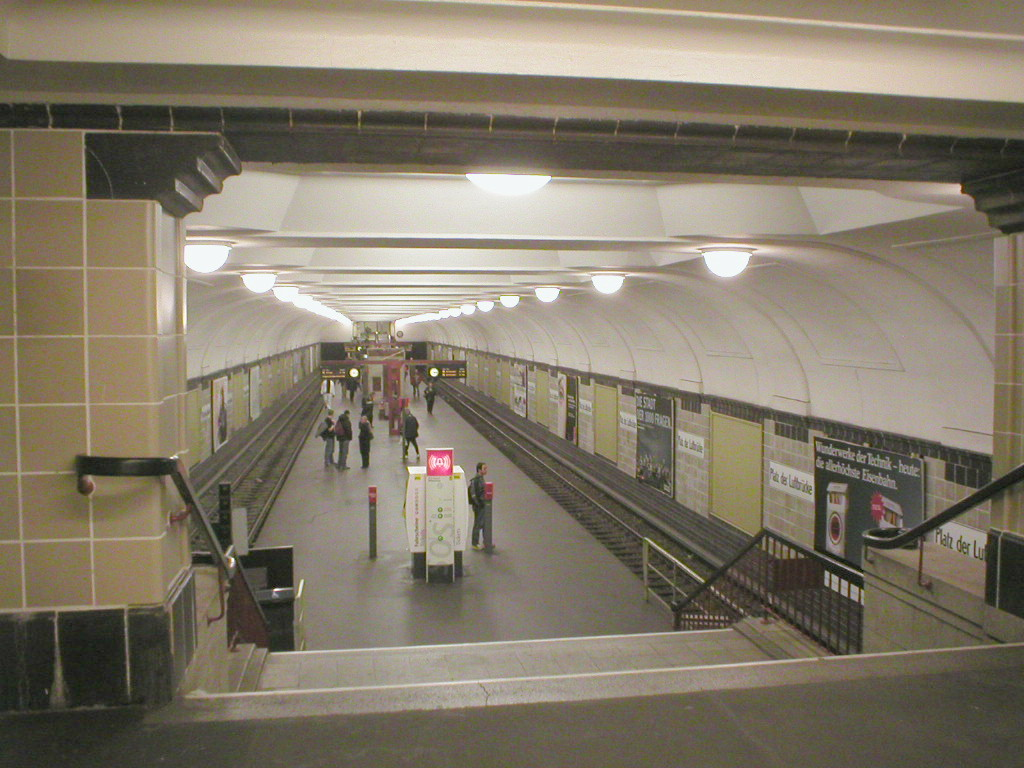
Platz der Luftbrücke is een van de weinige gewelfde metrostations in Berlijn.

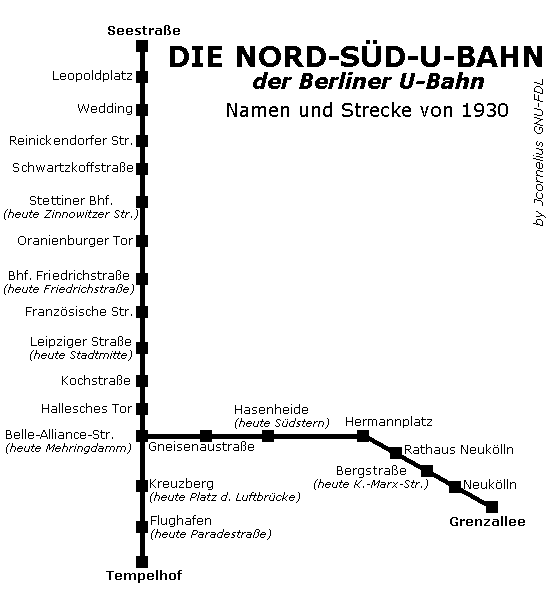
Nord-Süd-Bahn in 1930

Na de oorlog was de economische situatie zo slecht dat voltooiing van de lijn niet meer te realiseren leek. Men overwoog aan het begin van de jaren 1920 zelfs de deels gereedgekomen tunnels met zand te vullen, om het stadsverkeer van de vele bouwputten te verlossen. Deze oplossing bleek echter zo duur dat besloten werd de bouw in 1921 toch te hervatten. Er moest echter wel bezuinigd worden, vooral op de inrichting van de stations. De architecten Heinrich Jennen en Walter Köppen, die oorspronkelijk voor de stations getekend hadden, waren inmiddels overleden. Hun taak werd overgenomen door de huisarchitect van de Hochbahngesellschaft, Alfred Grenander, die terzijde gestaan werd door Alfred Fehse. In hun plannen werd de te dure betegeling van de wanden geschrapt, in plaats daarvan werd gekozen voor een bekleding met pleister. Alleen station Leopoldplatz, dat reeds voor de oorlog gereedgekomen was, werd volgens de originele plannen van Jennen en Köppen uitgevoerd.
Op 2 mei 1922 richtte het Berlijnse stadsbestuur voor de verdere bouw van de metrolijn het bedrijf Nordsüdbahn AG op. De stad wilde de gebrekkige middelen volledig besteden aan de bouwwerkzaamheden en kon zich geen materieel veroorloven. Om deze reden begonnen in 1922 onderhandelingen met de Hochbahngesellschaft over het uitlenen van treinen. Aan het einde van dat jaar bleek de Hochbahngesellschaft bereid vijftig rijtuigen ter beschikking te stellen, onder de voorwaarde dat ze zelf de exploitatie op zich zou nemen. Het stadsbestuur stemde in. De treinstellen werd overgebracht naar de samen met de Nord-Süd-Bahn gebouwde werkplaats aan de Müllerstraße, de huidige hoofdwerkplaats Seestraße. Omdat de tunnels en stations berekend waren op bredere treinen (grootprofiel), moest het Hochbahnmaterieel (kleinprofiel) van treeplanken voorzien worden. Vanaf 1924 werden de eerste grootprofieltreinen van het type B geleverd.
Op 30 januari 1923 kwam de Nord-Süd-Bahn in gebruik tussen de stations Stettiner Bahnhof en Hallesches Tor. Het noordelijke deel van de lijn tot Seestraße volgde op 8 maart van hetzelfde jaar. Dat de stad haar eigen metrolijn volledig onafhankelijk van de bestaande lijnen had gebouwd en de Hochbahngesellschaft veeleer als concurrent dan als partner zag, bleek wel uit de uitvoering van de twee overstapstations. Zo werd het station Leipziger Straße bij de kruising met lijn A (U2) 160 meter ten zuiden van het bestaande station van de Hochbahngesellschaft aangelegd. Beide stations (nu Stadtmitte geheten) zijn nog altijd slechts door een lange en smalle voetgangerstunnel met elkaar verbonden. Ook bij de Hallesches Tor bevindt het perron van de U6 zich op enige afstand van het viaductstation aan de huidige U1.

### Naar Neukölln en Tempelhof
Nog voor de opening van de lijn waren de werkzaamheden aan de eerste verlenging begonnen. Vanwege het nog altijd heersende geldgebrek bouwde men aanvankelijk in kleine etappes. Als eerste werd de tak richting Neukölln (nu een deel van de U7) aangelegd. Op 19 april 1924 kwam het traject Hallesches Tor - Gneisenaustraße in dienst. Het geplande splitsingsstation Belle-Alliance-Straße (nu Mehringdamm) werd alvast met drie sporen uitgerust.
De aanleg van de westelijke tak begon echter pas in 1924, omdat de verhoudingen tussen Berlijn en het inmiddels door Groot-Berlijn geannexeerde Tempelhof door de claims op het Tempelhofer Feld bekoeld waren geraakt. Op 14 februari 1926 werd de aftakking geopend tot station Kreuzberg (nu Platz der Luftbrücke), op 10 september 1927 volgde een verlenging met één station tot station Flughafen (nu Paradestraße), nabij de Luchthaven Berlin-Tempelhof. De lijn werd voorlopig voltooid met de verlenging naar station Tempelhof, waar een overstapmogelijkheid op de ringlijn van de S-Bahn ontstond.
De Nord-Süd-Bahn kreeg de lijnaanduiding C. De twee aftakkingen in het zuiden werden met Romeinse cijfers van elkaar onderscheiden: lijn CI bediende de oostelijke tak naar Neukölln, lijn CII reed naar Tempelhof. Op de westelijke tak bestond in de eerste jaren overigens alleen een pendeldienst tot Belle-Alliance-Straße. Tussen 1954 en de verlenging naar Mariendorf in 1966 was dit opnieuw het geval.

### Tweede Wereldoorlog
Gedurende de Tweede Wereldoorlog liep het gehele Berlijnse metronet ernstige schade op door bombardementen, zo ook de huidige U6. Het zwaarst getroffen werd station Hallesches Tor, toen op 3 februari 1945 het dak instortte en 43 mensen de dood vonden. Ook het tunneltraject tussen Hallesches Tor en Stadtmitte raakte zeer zwaar beschadigd. Op dat moment reden er door de vele stremmingen nog slechts enkele pendeldiensten, totdat op 25 april al het metroverkeer werd stilgelegd. De situatie werd nog ernstiger toen in mei 1945 de Noord-zuidtunnel van de S-Bahn ter hoogte van het Landwehrkanaal werd opgeblazen en onder water kwam te staan. Via een voetgangerstunnel in station Friedrichstraße bereikte het water ook het metronetwerk. Bijna een miljoen kubieke meter water verspreidde zich vervolgens door de tunnels en lijn CII overstroomde tussen de stations Leopoldplatz en Flughafen volledig.
Na de beëindiging van de oorlog begonnen de noodzakelijke herstelwerkzaamheden. Terwijl de tunnels werden leeggepompt, gingen in juni 1945 weer treinen rijden op het zuidelijke deel van lijn CII, tussen Belle-Alliance-Straße en Tempelhof. Een maand later was de gehele lijn weer in bedrijf, zij het eerst nog grotendeels enkelsporig.

### Verlenging naar het noorden

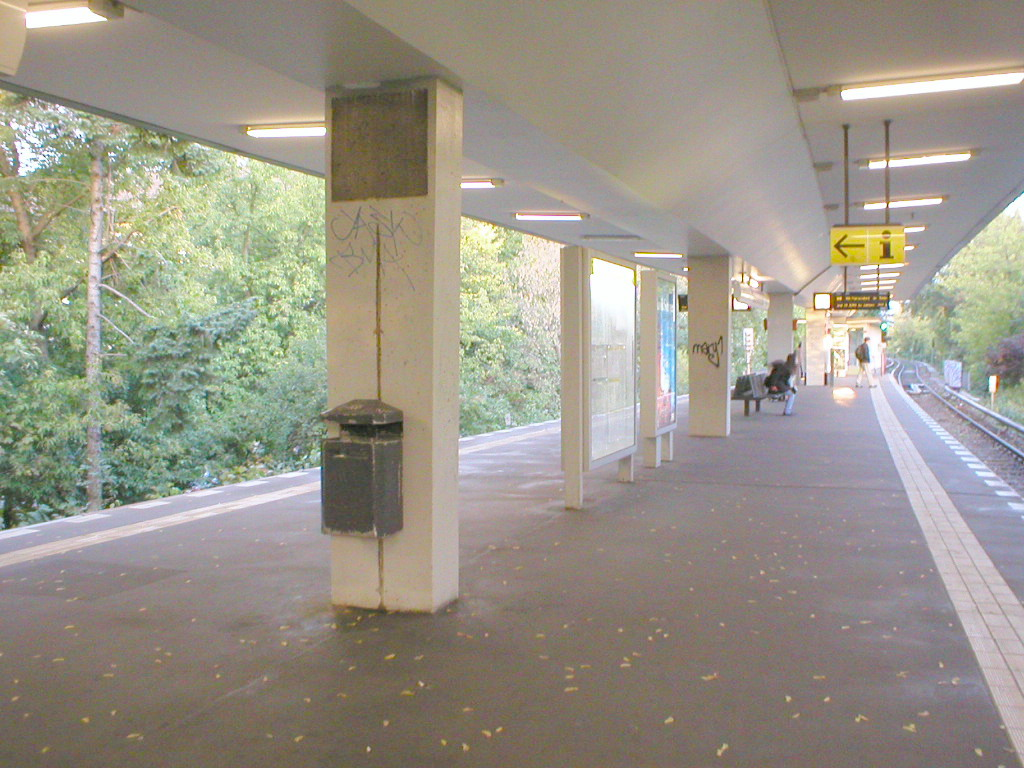
Het op een spoordijk gelegen station Scharnweberstraße

Reeds in 1929 was men begonnen met het verlengen van lijn C naar het noorden. Nadat in hetzelfde jaar achter station Seestraße ongeveer 400 meter tunnel in ruwbouw gereed was gekomen, moesten de werkzaamheden echter wegens geldgebrek stilgelegd worden. Na de oorlog ontstonden er opnieuw plannen ter uitbreiding van het metronet; als eerste besloot men het noordelijke deel van lijn C te realiseren. De bouw van het 6,9 kilometer lange traject naar het centrum van Tegel begon in oktober 1953. De opening van de lijn geschiedde in twee etappes. Het tracé tot Kurt-Schumacher-Platz kwam in gebruik op 3 mei 1956; een jaar daarvoor was men met de aanleg van de tweede etappe begonnen.
Om kosten te besparen werd een 2,9 kilometer lang lijngedeelte met drie stations ten noorden van de Kurt-Schumacher-Platz aangelegd op een spoordijk. De laatste twee stations liggen weer ondergronds. Het volledige traject tot het huidige noordelijke eindpunt Alt-Tegel werd geopend op 31 mei 1958. De verlenging van lijn C ging gepaard met een grootschalige reorganisatie van het stadsvervoernet in het noorden van Berlijn, waarbij enkele tramlijnen verdwenen.

### Berlijnse Muur en spookstations
Berlijn was na de Tweede Wereldoorlog een gedeelde stad geworden, maar het metroverkeer trok zich aanvankelijk nog weinig van de grens aan. Toen in 1961 de Berlijnse Muur werd opgetrokken, werden de stations op het centrale, zich in Oost-Berlijn bevindende deel van lijn C gesloten en gingen de West-Berlijnse treinen ze passeren zonder te stoppen. Hetzelfde gebeurde op lijn D en zo veranderden de metrostations op de lijnen C en D in Berlin-Mitte in spookstations. Uitzondering op lijn C was het station Friedrichstraße, waar passagiers uit West-Berlijn zonder grenscontroles konden overstappen op twee lijnen van het westelijke S-Bahnnet. Ook konden zij op dit station de grenscontroles passeren voor een bezoek aan Oost-Berlijn.
Twee weken na de bouw van de Muur kwam de nieuwe lijn G (nu U9) in gebruik, die bij het tot overstapstation omgebouwde Leopoldplatz op lijn C aansloot. Het noorden van Berlijn kreeg hierdoor weer een goede verbinding met het westelijke centrum. Door het sluiten van de stations in het Oost-Berlijnse centrum was namelijk een belangrijke overstapmogelijkheid weggevallen.
Een tamelijk bizarre gebeurtenis voltrok zich in 1973 in station Schwartzkopffstraße, dat sinds 1951 Walter-Ulbricht-Stadion heette. Hoewel het al twaalf jaar buiten gebruik en hermetisch afgesloten was, hernoemden de DDR-autoriteiten het station tot Stadion der Weltjugend. De veranderde stationsborden waren uiteraard alleen zichtbaar voor West-Berlijnse reizigers in transittreinen.
Sommige passagiers op de lijn maakten er de gewoonte van snoepgoed en in het oosten verboden lectuur door de kieren van de ramen in de rijtuigen te werpen bij het passeren van een Geisterbahnhof, hoewel deze enkel toegankelijk waren voor de Oost-Duitse grenspolitie. Stapels boeken bleven daar liggen tot aan de val van de Muur.

### Voltooiing

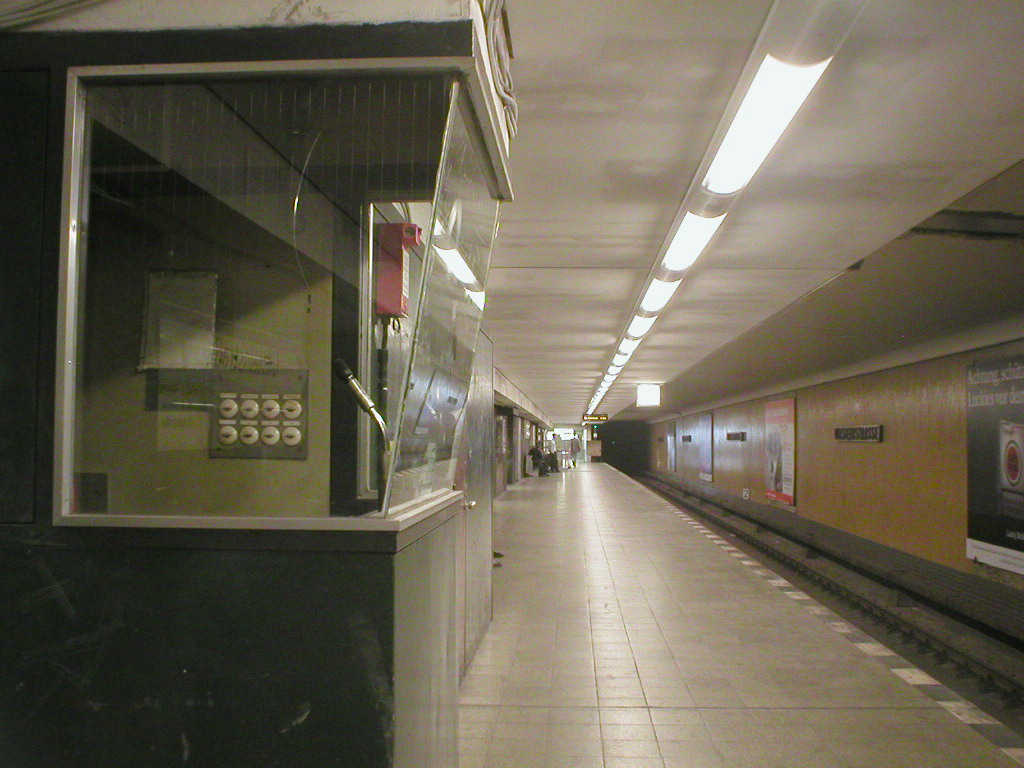
Het in een brug gelegen station Ullsteinstraße

Net als de noordelijke verlenging naar Tegel was een verlenging van lijn C naar het zuiden al voor de Tweede Wereldoorlog gepland. In de jaren 1930 bouwde men ook nabij station Tempelhof al een kort stuk tunnel, dat echter lang ongebruikt zou blijven. Het nationaalsocialistische regime wilde de lijn doortrekken naar het hippodroom van Mariendorf, maar pas tijdens de West-Berlijnse metrobouwwoede, die in de jaren 1960 begon, werd de zuidelijke verlenging gerealiseerd.
Door de grote hoeveelheid subsidies die Berlijn in deze periode van de bondsregering ontving was er geld genoeg, maar toch trachtte men de bouwkosten van het nieuwe traject te beperken. Er werd overwogen de lijn in een uitgraving aan te leggen, maar de tracéverandering die hiervoor nodig was zou een aantal belangrijke gebieden onontsloten laten. Uiteindelijk viel de keuze daarom toch op een tunneltraject. De lijn zou eindigen aan de kruising van de Reißeckstraße en de Friedenstraße met de Mariendorfer Damm. Een verbinding tot aan het hippodroom werd vanwege de dunne bebouwing in het gebied niet nodig geacht.
Op 6 maart 1961 begonnen de werkzaamheden aan de 3,5 kilometer lange lijn en op 28 februari 1966 werd het traject tot Alt-Mariendorf geopend. Tegelijkertijd werd de aftakking naar Neukölln, tot dan toe lijn CI, afgescheiden en ging deze de zelfstandige lijn 7 vormen. Het splitsingsstation Mehringdamm werd hiertoe omgebouwd. Er werd een nieuwe lijnnummering ingevoerd, waarbij de lijn Alt-Tegel - Alt-Mariendorf het nummer 6 toegewezen kreeg. In 1984 werd een U aan de lijnnummers toegevoegd, om de metrolijnen van de S-Bahnlijnen te onderscheiden.
Het traject naar Mariendorf loopt vanaf station Tempelhof in een rechte lijn onder de Tempelhofer Damm respectievelijk de Mariendorfer Damm. Bij de kruising van het Teltowkanaal koos men voor een bijzondere constructie. De metrolijn ligt hier op het onderste niveau van een brug, die ook door het wegverkeer gebruikt wordt. In deze brug bevindt zich het metrostation Ullsteinstraße, dat uitgangen op beide oevers heeft. Om de doorvaarthoogte gelijk te houden moest de bovenliggende straat verhoogd worden.

### Hereniging
Na de val van de Muur konden alle Oost-Berlijnse spookstations op 1 juli 1990 heropend worden. De gedurende 29 jaar sterk vervallen stations werden in 1996 gemoderniseerd en van liften voorzien.

## Stations

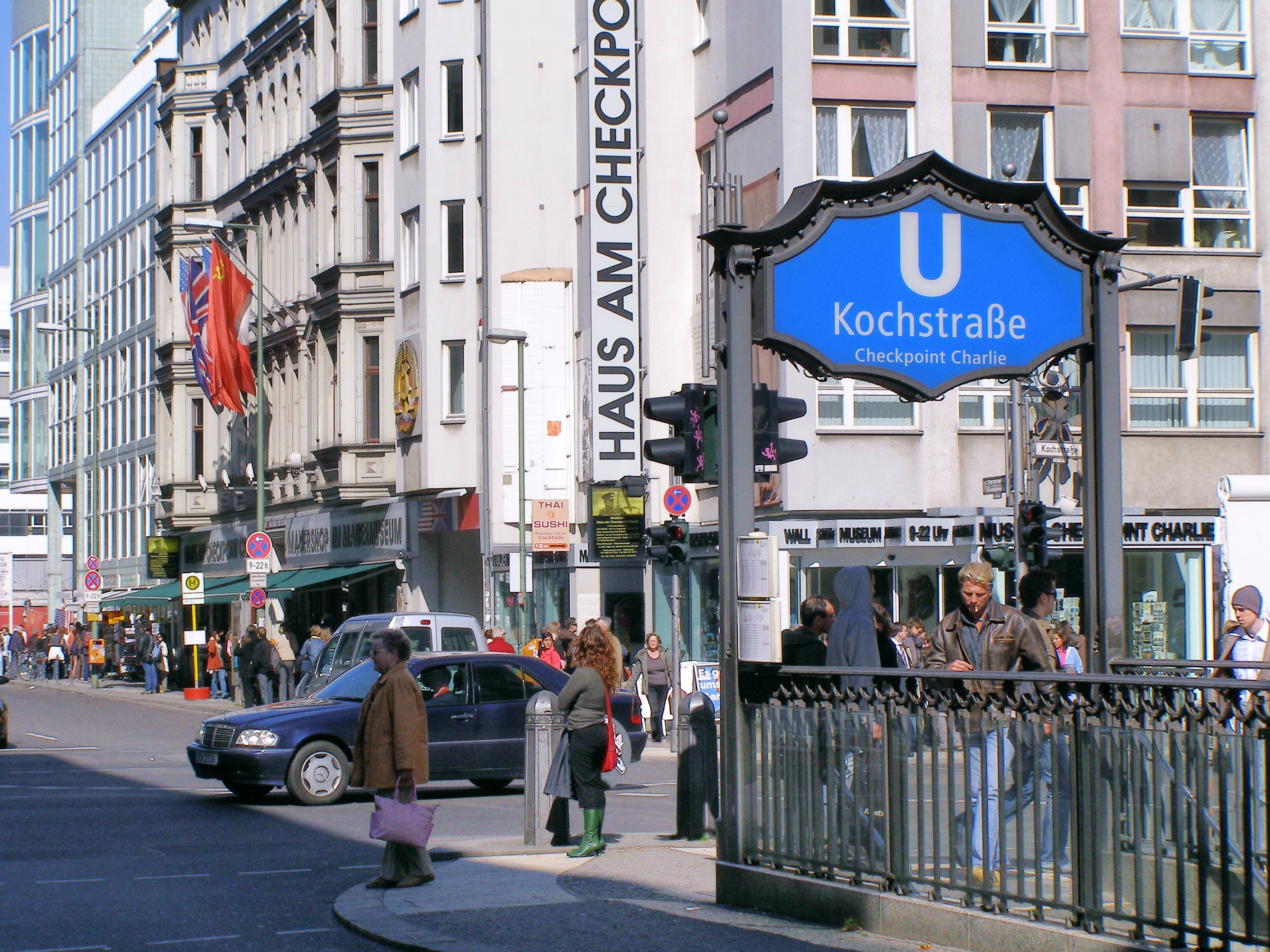
Het voor de Nord-Süd-Bahn kenmerkende bord boven de stationsingangen, hier bij station Kochstraße

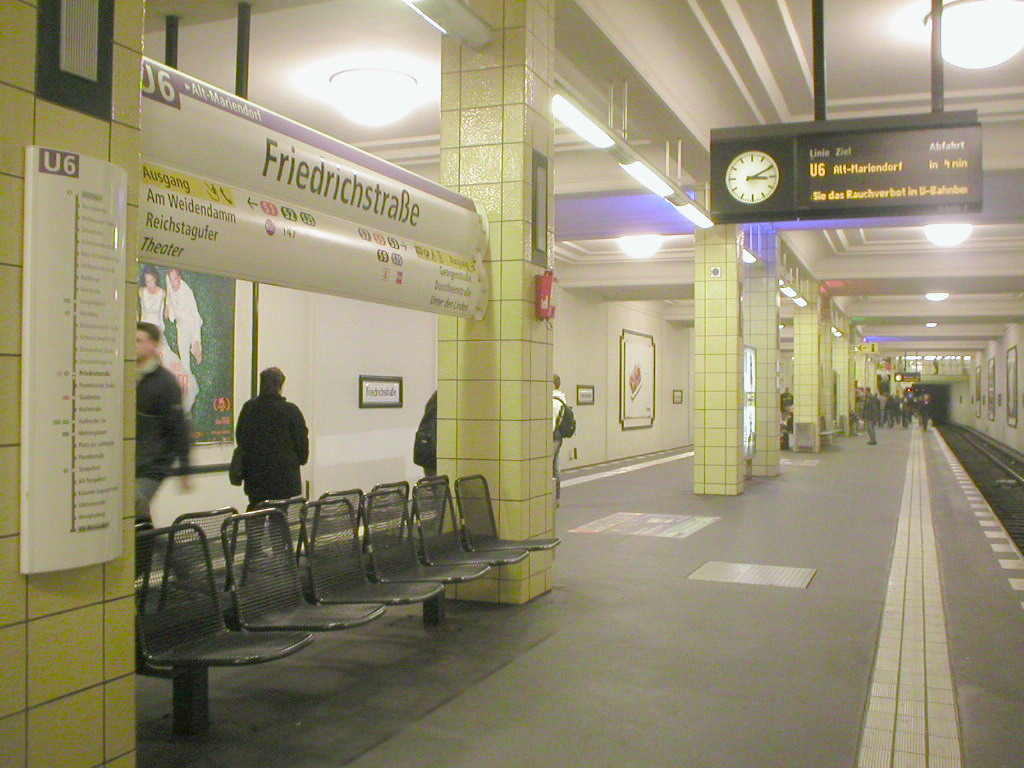
Friedrichstraße, een van de in de jaren 1990 gemoderniseerde en verlengde stations

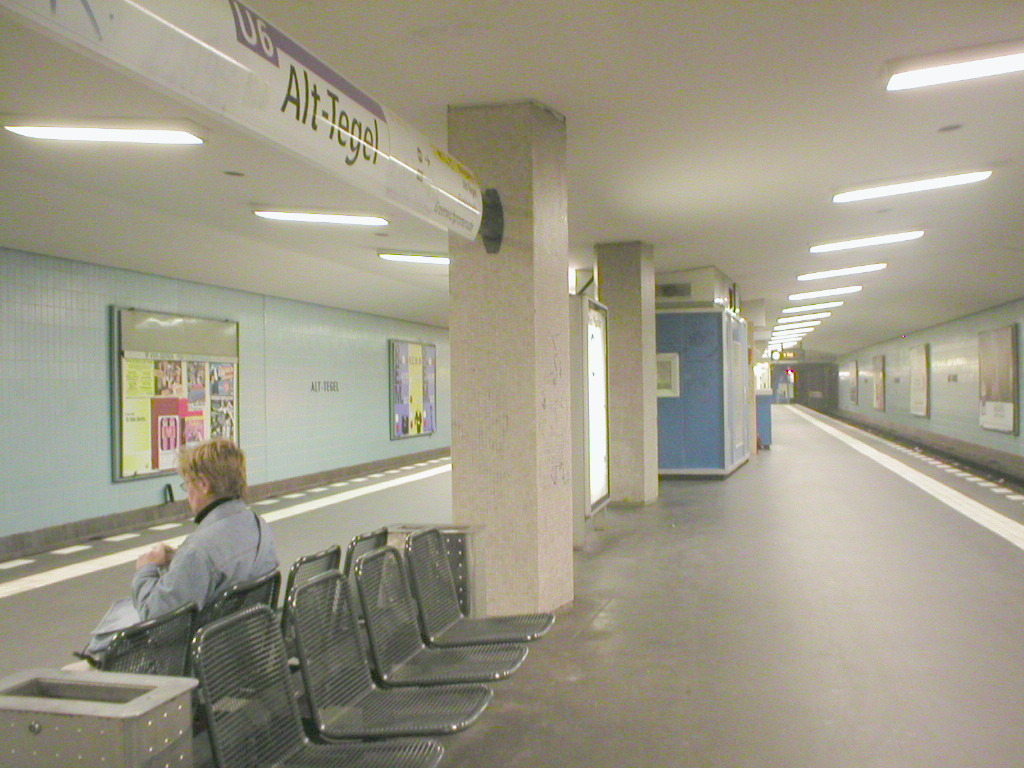
Het door Bruno Grimmek ontworpen station Alt-Tegel

Van de negenentwintig stations van de U6 liggen er drie op een spoordijk, de rest bevindt zich ondergronds. Op vier stations kan op andere metrolijnen worden overgestapt, aansluiting op de S-Bahn bestaat eveneens op vier metrostations en in station Friedrichstraße is er tevens een overstapmogelijkheid op de regionale spoorwegen. De gemiddelde afstand tussen twee stations bedraagt 710 meter; de grootste stationsafstand is met 1115 meter die tussen Rehberge en Seestraße, het dichtst bij elkaar liggen de stations Wedding en Reinickendorfer Straße (483 meter).
De stations van de eerste bouwfase van de Nord-Süd-Bahn werden gebouwd volgens een eenheidsontwerp: een direct onder het straatniveau gelegen eilandperron, metalen steunpilaren en trappen aan beide uiteinden, veelal leidend naar de middenberm van de bovenliggende straat. De toegangen werden gemarkeerd met grillig gevormde blauwe borden, waarop aanvankelijk Nord-Süd geschreven was. Toen alle Berlijnse metrolijnen in 1929 onder het beheer van één maatschappij (de BVG) werden geplaatst, werd dit vervangen door de huidige U.
Zoals eerder vermeld moest de stad bezuinigen op de inrichting en was betegeling van de wanden, zoals Jennen en Köppen oorspronkelijk voorzien hadden, financieel niet haalbaar. Ondanks de beperkte middelen probeerden de architecten Grenander en Fehse de metrostations toch duidelijk van elkaar te onderscheiden. Zo werd er variatie aangebracht in de afstand tussen de steunpilaren, waardoor ook in het dak verschillende patronen ontstonden. Het belangrijkste middel dat ter onderscheiding werd ingezet was echter de zogenaamde kenkleur, een concept dat Grenander ook bij zijn eerdere werk voor de Hochbahngesellschaft had toegepast. De basiskleur van de stations is steeds wit, maar elementen als de pilaren en omlijstingen kregen een vaste kleur per station. De toewijzing van de kenkleur volgde daarnaast een zich herhalend patroon: groen - wit - rood - geel - blauw.
De stations aan de noordelijke verlenging van de lijn, alle ontworpen door Bruno Grimmek, werden bekleed met tegels in pastelkleuren. Hoewel elk station zijn eigen kleur kreeg, werd het eerder toegepaste patroon van kenkleuren niet gevolgd. De stations op het traject naar Tegel verraden door hun ontwerp direct dat ze uit een andere bouwperiode dan de aansluitende stations stammen. In plaats van de ranke metalen pilaren zijn hier forse betonnen zuilen gebruikt en ook de daken vertonen met hun lichte welvingen een andere vorm. De drie bovengrondse stations kregen alle een weinig pretentieus uiterlijk en perronoverkappingen van spanbeton.
Voor het ontwerp van de stations aan de verlenging naar Mariendorf, met uitzondering van Alt-Tempelhof, was Rainer Rümmler verantwoordelijk. Deze stations, waarin donkere kleuren overheersen, vertonen grote overeenkomsten met die op het zuidoostelijke deel van de U7, waarvoor Rümmler eveneens tekende.
Terwijl bij later gebouwde lijnen en verlengingen een perronlengte van 110 tot 120 meter gebruikelijk was, kregen de eerste stations van de Nord-Süd-Bahn een slechts 80 meter lang perron. Aanvankelijk was dit voldoende voor vijfrijtuigtreinen van het type B, maar toen er vanaf de jaren 1960 nieuw, langer materieel werd geïntroduceerd was er slechts ruimte voor vierrijtuigtreinen. Omdat er op de drukke lijn 6 capaciteitsproblemen ontstonden werden de perrons van de West-Berlijnse stations in de jaren 1960 en 1970 verlengd. De Oost-Berlijnse spookstations, de grensstations en station Friedrichstraße behielden echter hun kortere perrons, waardoor de inzet van zesrijtuigtreinen (zoals op de andere lijnen gebruikelijk) niet mogelijk was. Ter compensatie werd op de lijn met een hogere frequentie gereden. Na de hereniging van het net besloot men de nog niet aangepaste perrons alsnog te verlengen. Hiervoor trok men de toegangshal aan een van de uiteinden bij het perron. Na een bouwtijd van vier jaar was het project gereed en konden zesrijtuigtreinen op de U6 ingezet worden.
Met de verlenging van de U5 door het stadscentrum is er onder de kruising Friedrichstraße/Unter den Linden een nieuw overstapstation Unter den Linden verrezen. Deze is op 4 december 2020 in gebruik genomen. Vanaf die datum wordt er niet meer gestopt bij het iets zuidelijker gelegen station Französische Straße, omdat het te dicht bij station Unter den Linden ligt en is het station gesloten. Zie hierover ook U5/U55.

## Dienstuitvoering

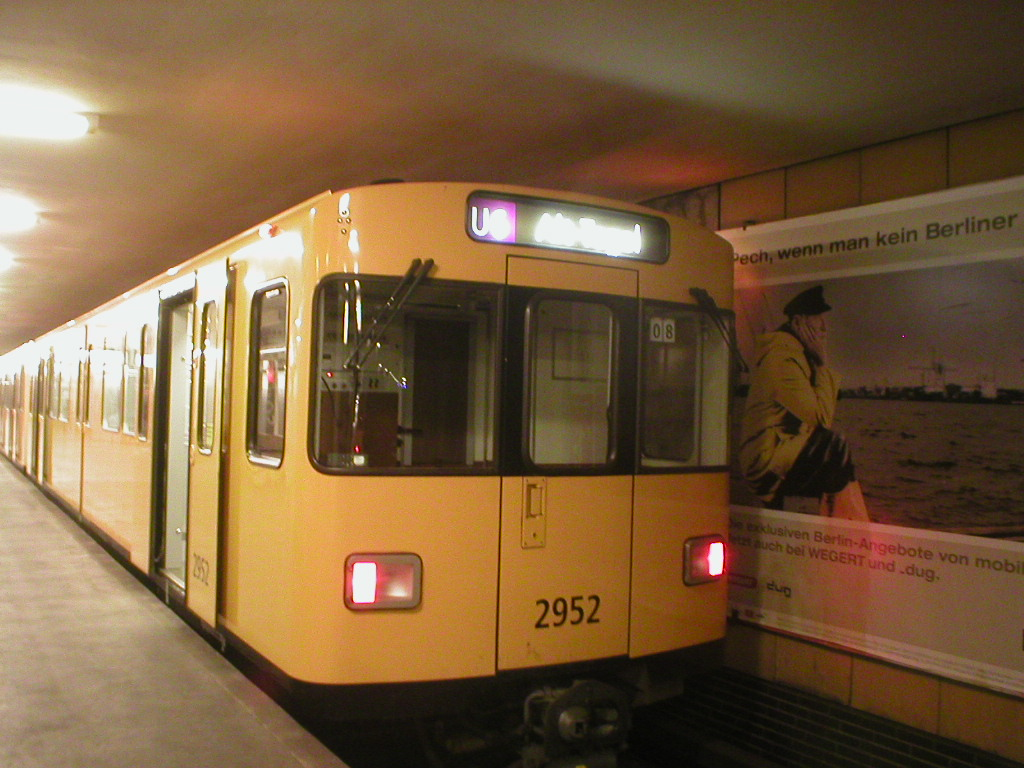
Trein van het type F92 op de U6

Gedurende het grootste deel van dag, behalve op zondag, wordt er op de U6 een vijfminutendienst onderhouden. In de nacht van vrijdag op zaterdag en van zaterdag op zondag rijdt er van 0:30 tot 4:30 elke 15 minuten een trein op de lijn. In de overige nachten rijdt de vervangende metronachtbus N6 over de volledige route van de U6.
| Traject                    | Treinopvolging | Treinopvolging  | Treinopvolging    |
| Traject                    | Spits          | Overdag (ma-za) | Avonden en zondag |
| -------------------------- | -------------- | --------------- | ----------------- |
| Alt-Tegel ↔ Alt-Mariendorf | 5 minuten      | 5 minuten       | 10 minuten        |

## Toekomst
De U6 geldt als enige Berlijnse metrolijn als voltooid. Wel staat voor veel stations een renovatie op het programma en zullen steeds meer metrostations met liften uitgerust worden.